# Los Increíbles 2
Los Increíbles 2 (título original en inglés, Incredibles 2) es una película estadounidense de animación por ordenador producida por Pixar y distribuida por Walt Disney Pictures. Es la secuela de Los Increíbles. Fue estrenada el 15 de junio de 2018 en Estados Unidos. La película fue escrita y dirigida por Brad Bird, director de Ratatouille, El gigante de hierro y la película original de 2004. La trama de la película se centra en la familia Parr y cómo ellos deben luchar por re-adaptarse en la sociedad como una familia normal debido a que el gobierno sigue prohibiendo la libre actividad de individuos con poderes, pero con el surgimiento de un nuevo enemigo y un empleo de Helen para legalizar a los superhéroes, la familia tiene que volver a operar como héroes para salvar al mundo una vez más.
Luego del éxito de su predecesora, Bird mostró interés en realizar una secuela para poder utilizar ideas que no se llegaron a ocupar en la primera parte, secuela que sería confirmada por el equipo de Pixar oficialmente en marzo de 2015 y siendo eventualmente liberada como la vigésima película del estudio Pixar. Bird se aseguró de que la secuela se distinguiera especialmente de la gran cantidad de películas sobre cine de superhéroes que fueron eventualmente liberadas desde el estreno de la película original.
El lanzamiento del filme fue llevado a cabo el 6 de junio de 2018 siendo posteriormente liberada al público general el 15 de junio. El elenco vocal original, tanto en inglés como en castellano neutro y castellano ibérico, estuvo de vuelta. La película es también un homenaje a la memoria de Bud Luckey, actor y animador que falleció a principios del 2018, haciendo imposible su regreso para interpretar al personaje de Rick Dicker en la secuela. Desde su estreno Los Increíbles 2 se convirtió en un rotundo éxito y superior a su predecesora; habiendo recaudado grandes cantidades de ganancias en sus primeras semanas de estreno y recibiendo valoraciones muy positivas de los críticos con la mayoría alabando la mejoría de la animación, la trama, y el humor.

## Argumento
Tres meses después de la derrota de Síndrome y saliendo de una carrera en la que Dash participó, la familia Parr se ve obligada a asumir sus identidades como súpers de nuevo con la repentina aparición de un supervillano conocido como "El Subterráneo". Mientras Bob y Helen, con ayuda de Frozono, intentan detener al villano y dejan a sus hijos, Dash y Violeta, cuidando a su hermano menor Jack-Jack; la batalla es presenciada por un hombre millonario llamado Winston Deavor, que le pide a uno de sus empleados que los siga de cerca. Conforme la pelea continúa, la identidad de Violeta queda expuesta ante el chico que le gusta, Tony Rydinger, mientras que El Subterráneo se las arregla para escapar dejando su excavadora gigante en dirección al ayuntamiento de la ciudad. A pesar de que la familia consigue detener la excavadora, son arrestados por la policía debido a que según la ley, los súper aún siguen siendo ilegales. Frozono, por su parte, es contactado por el empleado de Deavor para ofrecerle una oferta de continuar operando como súper.
Gracias a la intervención del agente del gobierno Rick Dickler, la familia es puesta en libertad, pero éste les advierte que el programa de apoyo a los súper se ha disuelto, dejando a los Parr sin su apoyo de ahora en adelante, por lo que Bob, como último favor, le pide a Dickler que le borre la memoria a Tony sobre la identidad de Violeta. Esa misma noche, la familia vivendo en un motel (debido a la destrucción de su casa en la primera película), después de tener una discusión con sus hijos sobre él por qué no pueden permitirles ser unos héroes públicos, Bob y Helen debaten sus opciones, pero son contactados por Lucio (Frozono), quien les explica que podrían volver a operar como súpers sin quebrantar la ley, con el apoyo de Winston Deavor y su empresa de comunicación Devtech, quien los cita en su edificio con sus trajes de súper para explicarles su plan. Allí, Deavor, junto a su hermana, Evelyn, les explican que planean legalizar a los súper de nuevo gracias a una campaña donde esperan cambiar la perspectiva del público acerca de ellos, y elige a Elastigirl (Helen) debido a que ella no causa tanta destrucción en sus misiones como su esposo.
A pesar de que Helen no está muy convencida del plan, gracias al apoyo que le da Bob y ante la presión de darle a su familia sustento, finalmente acepta participar con los Deavor. En su primera misión, es enviada a una de las ciudades más peligrosas, donde consigue exitosamente salvar a varias personas de un monorriel fuera de control y descubre que el criminal responsable responde al nombre del "Rapta-Pantallas", el cual es capaz de manipular a las personas mediante hipnosis a través de pantallas. Mientras tanto, Bob se queda junto a sus hijos en una de las casas de Winston, pero, para su pesar, tiene que lidiar con las etapas por las que sus hijos están pasando: Dash tiene problemas para aprender matemáticas con un método diferente; Violeta, por su parte, está devastada porque Tony -como un efecto secundario de haber olvidado su identidad como súper- se ha olvidado por completo de ella; y Jack-Jack, pese a que un principio se creía como el hijo sin poderes, comienza a manifestar varias habilidades que usa deliberadamente a su antojo. Con tal de evitar que Helen no abandone su misión, Bob decide ocultarle la situación a su esposa y resolver los problemas por su cuenta, aunque eventualmente accede a recibir ayuda de Lucio y más tarde de la modista de superhéroes Edna Moda, quien queda fascinada por los poderes del bebé y acepta cuidarlo toda la noche, mientras le confecciona un traje para mantener sus poderes controlados.
Helen, como Elastigirl, asiste a una entrevista para continuar con la campaña de los Deavor, pero es interrumpida por el Rapta-Pantallas, que intenta secuestrar a una senadora a favor de la campaña. Helen consigue rescatar a la senadora, pero está decidida a capturar a como dé lugar al villano. Luego de asistir a una junta donde conoce a otros súpers que también son ayudados por Deavor, Helen une fuerzas con la genio tecnológica Evelyn, para construir un rastreador que les permita localizar al villano en su siguiente aparición. El plan resulta exitoso y el Rapta-Pantallas es finalmente capturado, quien clama ser un repartidor de pizzas inocente. Más tarde, durante una fiesta donde se celebra el triunfo de Elastigirl, Helen sigue inquieta por lo ocurrido y deduce que la persona capturada podría no ser el verdadero delincuente, concluyendo que también estaba siendo manipulado como sus víctimas y mientras le cuenta esto a Evelyn, ésta la captura revelándose como la verdadera supervillana detrás de todo. Para cuando recobra la consciencia, Evelyn le explica que no confía en los súpers, culpándolos porque su incompetencia llevó a la muerte de sus padres, y planea arruinar por siempre la imagen de estos con su tecnología de hipnosis. Más tarde, atrae a Bob como Mr. Increíble a una trampa, capturándolo e hipnotizándolo también, y manda a capturar a sus hijos súper, manipulando a los demás héroes hipnotizados.
Lucio, como Frozono, consigue ayudar a los hijos de los Parr a escapar, pero es capturado e hipnotizado también, dejando a Violeta, Dash y Jack-Jack por su cuenta. Usando el antiguo vehículo que su padre utilizaba en sus días de héroe, los chicos consiguen rastrear a sus padres en una fiesta realizada en un crucero, donde Evelyn lleva a cabo su plan macabro, haciendo que Elastigirl, Mr. Increíble, Frozono y los demás súper tomen control del amenazante barco y lo pongan en marcha contra la ciudad más cercana a toda velocidad. Pese a los esfuerzos de Violeta y Dash de pasar desapercibidos, son eventualmente descubiertos y para cuando se topan con sus padres, consiguen liberarlos de la hipnosis gracias a los poderes de Jack-Jack. Trabajando juntos, los Parr consiguen liberar el resto de los súper del control de Evelyn mientras Helen la confronta y la derrota cuando ésta intenta escapar en un jet. Con la derrota de Evelyn, los súper finalmente son legalizados dejando de ocultarse (como fueron forzados a hacerlo en la película anterior) y Helen puede volver con su familia, descubriendo los poderes de Jack-Jack.
Algún tiempo después, la familia lleva a Violeta en su cita con Tony, pero antes de que los dos se bajen del auto, todos contemplan un asalto en plena ejecución, forzando a Violeta a despedirse momentáneamente de Tony justo antes de irse con su familia a pelear con los criminales, ahora como un equipo de héroes legales.

## Personajes
- Holly Hunter como Helen Parr / Elastigirl, la matriarca de la familia que tiene la habilidad de estirar o modificar su cuerpo de forma elástica.[4] Consuelo Duval la interpreta en el doblaje en Latinoamérica.[5]
- Craig T. Nelson como Bob Parr / Mr. Increíble, el patriarca de la familia que posee súper fuerza e invulnerabilidad limitada.[6] Víctor Trujillo lo interpreta en el doblaje en Latinoamérica.[5]
- Sarah Vowell como Violeta Parr, la hija adolescente de la familia, que es capaz de volverse invisible y crear campos de fuerza temporales.[6] Leyla Rangel la interpreta en el doblaje en Latinoamérica.[5]
- Huck Milner como Dashiell "Dash" Parr, el hijo de en medio problemático de la familia, que puede correr o realizar cualquier actividad a velocidad sobrehumana.[6] Milner remplaza a Spencer Fox, que interpretó al personaje en la primera película. Como ocurrió en el idioma original, el actor de doblaje original fue reemplazado, en el caso del doblaje latinoamericano por Oliver Díaz Barba.[5]
- Samuel L. Jackson como Lucius Best / Frozono: El mejor amigo de Bob, que tiene la habilidad de formar hielo a partir de la humedad.[7] Martín Hernández interpreta al personaje en el doblaje latinoamericano.[5]
- Brad Bird como Edna Moda, una diseñadora de moda para "superhéroes" y una amiga cercana de los Parr.[6] Darío T. Pie vuelve a interpretar al personaje en el doblaje de Latinoamérica.[5]
- Jonathan Banks como Rick Dicker, un agente del gobierno responsable de ayudar a los Parr a estar bajo el radar y proteger sus identidades. Cuando su departamento es cerrado, los Parr son dejados por su cuenta para esconderse.[8][9] Banks reemplaza al fallecido actor Bud Luckey, quien interpretó la voz del personaje en la primera película. En el doblaje de Latinoamérica su voz es interpretada por Héctor Lama Yazbek.
- Bob Odenkirk como Winston Deavor, un fan de los superhéroes que dirige una compañía de telecomunicaciones junto a su hermana Evelyn, y que desea traer de vuelta a los "súpers" al cambiar la recepción del público sobre estos. En el doblaje en Latinoamérica la voz del personaje es interpretada por Héctor Ortíz.[10][8][9]
- Catherine Keener como Evelyn Deavor / Rapta-Pantallas: la hermana de Winston, una genio tecnológica que nunca ha encontrado un problema que no pueda resolver. En el doblaje de Latinoamérica su voz es interpretada por Dulce Guerrero.[10][8][9]
- Sophia Bush como Karen / Viajera / Vacío (Void, en inglés), una súper y fan de Elastigirl que aspira a ser una superheroína. Posee el poder de crear portales por los que es capaz de transportarse a otros lugares. En el doblaje de Latinoamérica su voz es interpretada por Edurne Keel.[8][9]
- Isabella Rossellini como la embajadora Selick, una oficial extranjera motivada a apoyar y legalizar a los superhéroes. En el doblaje de Latinoamérica su voz es interpretada por Maru Guzmán.[8][11]
- John Ratzenberger como El Subterráneo, un súper-villano que busca traer guerra y destrucción al mundo y cuya única defensa es una máquina subterránea excavadora. En el doblaje de Latinoamérica su voz es interpretada por Humberto Vélez.[12]

### Reparto
| Personaje                              | Actor de voz original | Actor de doblaje                                                                                    | Actor de doblaje                                                                            |
| -------------------------------------- | --------------------- | --------------------------------------------------------------------------------------------------- | ------------------------------------------------------------------------------------------- |
| Helen Parr / Elastigirl                | Holly Hunter          | Consuelo Duval                                                                                      | Beatriz Berciano                                                                            |
| Robert "Bob" Parr / Mr. Increíble      | Craig T. Nelson       | Víctor Trujillo                                                                                     | Ramón Langa                                                                                 |
| Violeta Parr                           | Sarah Vowell          | Leyla Rangel                                                                                        | Laura Pastor                                                                                |
| Dashiell Robert "Dash" Parr            | Huck Milner           | Oliver Díaz Barba                                                                                   | Álvaro Balas                                                                                |
| John Jackson "Jack-Jack" Parr          | Eli Fucile            | Eli Fucile                                                                                          | Eli Fucile                                                                                  |
| John Jackson "Jack-Jack" Parr          | Nick Bird (monstruo)  | |                                                                                             |
| Lucio Best / Frozono                   | Samuel L. Jackson     | Martín Hernández                                                                                    | Cholo Moratalla                                                                             |
| Edna Moda                              | Brad Bird             | Darío T. Pie                                                                                        | Mayte Torres                                                                                |
| Winston Deavor                         | Bob Odenkirk          | Héctor Ortiz                                                                                        | Abraham Aguilar                                                                             |
| Evelyn Deavor / Rapta-Pantallas        | Catherine Keener      | Dulce Guerrero                                                                                      | Maria del Mar Tamarit                                                                       |
| Karen / Viajera / Vacío                | Sophia Bush           | Edurne Keel                                                                                         | Adelaida López                                                                              |
| Rick Dicker                            | Jonathan Banks        | Héctor Lama Yazbek                                                                                  | Txema Moscoso                                                                               |
| Tony Rydinger                          | Michael Bird          | Luis Leonardo Suárez                                                                                | Rodri Martín                                                                                |
| Embajadora Henrietta Selick            | Isabella Rossellini   | Maru Guzmán                                                                                         | Paloma Escola                                                                               |
| Repartidor de pizzas / Rapta-Pantallas | Bill Wise             | Ricardo Tejedo                                                                                      | Iván Muelas                                                                                 |
| El Subterráneo / El Socavador          | John Ratzenberger     | Humberto Vélez                                                                                      | Álex de la Iglesia                                                                          |
| Eléctrico / Helectrix                  | Phil LaMarr           | Memo Aponte                                                                                         | Roberto Encinas                                                                             |
| Kompactador / Krujido                  | Phil LaMarr           | Erik Trujillo                                                                                       | Pablo del Hoyo                                                                              |
| Gus Burns / Reflujo                    | Paul Eiding           | Héctor Lee Vargas                                                                                   | Jon Ciriano                                                                                 |
| Concretia "Connie" Mason / Bloque      | Deidre Warin          | Mauricio Pérez Castillo                                                                             | David Garcia Vazquez                                                                        |
| Silbido                                | Dee Bradley Baker     | Eduardo Tejedo                                                                                      | Nestor Moreno                                                                               |
| Chad Brentley                          | Adam Gates            | Sergio Gutiérrez Coto                                                                               | Hector Garay                                                                                |
| Victor Cachet                          | Michael B. Johnson    | Erick Salinas                                                                                       | Javier Lorca                                                                                |
| Alcalde de Nueva Urbem                 | Barry Bostwick        | Pedro D'Aguillón Jr. (†)                                                                            | Fernando de Luis                                                                            |
| Detective #1                           | Jere Burns            | Beto Castillo                                                                                       | Lorenzo Beteta                                                                              |
| Detective #2                           | Adam Rodríguez        | Germán Fabregat                                                                                     | Antonio Villar                                                                              |
| Tommy                                  | Robert Clotworthy     | Arturo Mercado                                                                                      | Luis Fernando Rios                                                                          |
| Valet Parking                          | Usher Raymond         | Octavio Rojas                                                                                       | Fernando Hernández                                                                          |
| Nena Best                              | Kimberly Adair Clark  | Katalina Múzquiz                                                                                    | Ana Maria Marí                                                                              |
| Reporteros                             | N/A                   | Cristina Hernández Mario Filio Raymundo Armijo Víctor Manuel Espinoza Gabriel Pingarrón Yamil Atala | María Teresa Neila Álvaro Rubio David Beteta Miguel Castaño Nacho Aramburu Rafael Azcarraga |
| Habitantes                             | N/A                   | María Santander Erika Ugalde Gwendolyne Flores Milton Wolch                                         | Elena Palacios Sara Yubero Inma Gallego Miguel Ángel Muro                                   |
| Jóvenes                                | N/A                   | Abraham Vega Oscar Guzmán Sergio Maya Miguel Ángel Ruíz                                             | Juan Antonio Arroyo Mario Garcia Jaime Company Sergio Liebana                               |
| Policías                               | N/A                   | Dan Osorio Blas García René García Raúl Anaya                                                       | Jose Luis Perez Paes Luis Fernando Rios Javier Bañas Aitor Garrido                          |
| Manifestantes                          | N/A                   | Jaime Vega Kerygma Flores Maria Garcia                                                              | Javier Martin Gaitero Jara Luna Alicia Merino                                               |
| Personajes de Televisión               | N/A                   | Gabriela Guzmán Jesse Conde Alan Fernando Velázquez Ricardo Bautista                                | Yolanda Portillo Mario Martin Serrano Juan Enrique Palacios Juan Carlos Lopez               |

## Producción
Luego del estreno de Los increíbles, Brad Bird realizó una nueva película animada para Pixar, Ratatouille, la cual fue estrenada en junio de 2007. Cerca de su estreno, Bird comentó que estaba abierto a realizar una secuela de Los increíbles, pero solo si era mejor que la original. El comento, "Tengo piezas que creo son buenas, pero no las tengo juntas."
En mayo de 2013, casi 10 años después del estreno de la primera parte, en una entrevista Bird reiteró su interés por una secuela: "Lo he pensado. Las personas creen que no, pero así ha sido, porque amo a esos personajes, y me encanta ese mundo", y agregó: "Me froto la barbilla y me rasco mi cabeza. Tengo muchos, muchos elementos que creo que funcionarían muy bien en otra película de Los Increíbles, y sí logró hacer que encajen, probablemente me gustaría hacer algo con eso."
En una presentación oficial de Disney en marzo de 2014, el presidente de Disney Bob Iger confirmó que Pixar estaba trabajando en una secuela de Los Increíbles y que Bird regresaría como guionista. Bird comenzó la redacción del guion en abril de 2015, y admitió que la secuela de Los Increíbles sería su siguiente película después de Tomorrowland.
Un desafío en la redacción de Los Increíbles 2 fue cómo lidiar con el gran número de películas de superhéroes y series de televisión que habían sido estrenados desde el estreno de la primera película, como por ejemplo la franquicia del Universo cinematográfico de Marvel. Para intentar diferenciar la película, Bird quería evadir los tropos del género de superhéroes, argumentando: "No creo que esa idea se mantenga interesante por mucho tiempo. Para mí, la parte de los superhéroes nunca fue su mayor atractivo. Fue más la dinámica familiar, y cómo los superhéroes encajan en eso." Bird también reveló que quería usar ideas desechadas que no "encajaron" en la primera película, y que la nueva historia se enfocaría en Helen Parr / Elastigirl. Aunque la secuela fue estrenada catorce años después que la primera, Bird no quería emplear el elemento narrativo de salto del tiempo o presentar nuevos personajes y en su lugar continuó donde la primera película terminó. Esto le permitió conservar a los personajes con los mismos superpoderes y no desarrollar nuevos, y sin en la necesidad de presentar a Violeta y Dash como adultos. Esto a su vez permitió que Jack-Jack permaneciera como un infante con una gran cantidad de poderes, que Bird moldeó a la semejanza de cómo los bebés son capaces de comprender varios idiomas.
La banda sonora estuvo nuevamente a cargo de Michael Giacchino, que además ya había trabajado en otros proyectos de Pixar para ese momento como Ratatouille, Up, Cars 2, Inside Out y Coco. La banda sonora de "Incredibles 2" incluye 32 piezas originales.
| N.º | Título                                              | Duración |  |
| 1.  | «Episode 2»                                         | 0:50     |  |
| 2.  | «A Tony Perspective»                                | 2:08     |  |
| 3.  | «Consider Yourselves Undermined!»                   | 5:12     |  |
| 4.  | «A Matter of Perception»                            | 1:50     |  |
| 5.  | «Diggin' the New Digs»                              | 1:42     |  |
| 6.  | «This Ain't My Super-Suit?»                         | 0:57     |  |
| 7.  | «Elastigirl Is Back»                                | 1:00     |  |
| 8.  | «Train of Taul»                                     | 3:17     |  |
| 9.  | «Rocky vs. Jack-Jack»                               | 1:58     |  |
| 10. | «Ambassador Ambush»                                 | 2:29     |  |
| 11. | «Hero Workship»                                     | 1:08     |  |
| 12. | «Searching for a Screenslaver»                      | 4:40     |  |
| 13. | «Super Legal Again»                                 | 0:42     |  |
| 14. | «Renouncing the Renunciation»                       | 1:38     |  |
| 15. | «World's Worst Babysitters»                         | 1:33     |  |
| 16. | «Helen of Ploy»                                     | 0:55     |  |
| 17. | «A Dash of Reality»                                 | 2:03     |  |
| 18. | «Hydrofoiled Again»                                 | 3:51     |  |
| 19. | «Jack Spat»                                         | 1:30     |  |
| 20. | «A Bridge to Parr»                                  | 4:17     |  |
| 21. | «Together Forever and Deavor»                       | 1:45     |  |
| 22. | «Elastigirl's Got a Plane to Catch»                 | 3:00     |  |
| 23. | «Looks Like I Picked the Wrong Week to Quit Oxygen» | 1:59     |  |
| 24. | «Happily After-Deavor»                              | 1:15     |  |
| 25. | «Out and a Bout»                                    | 0:36     |  |
| 26. | «Incredits 2»                                       | 9:51     |  |
| 27. | «Here Comes Elastigirl-Elastigirl's Theme»          | 1:23     |  |
| 28. | «Chill or Be Chilled-Frozone's Theme»               | 1:40     |  |
| 29. | «Pow! Pow! Pow!-Mr. Incredible's Theme»             | 1:30     |  |
| 30. | «Devtechno!»                                        | 1:53     |  |
| 31. | «Chad Tonight Talkshow Theme»                       | 0:05     |  |
| 32. | «Chad Tonight Newcast Bumper»                       | 0:06     |  |

## Estreno
La película fue originalmente programada para ser estrenada el 21 de junio de 2019 en los cines, pero en octubre de 2016 la película fue desplazada para ser 
estrenada el 15 de junio de 2018 en los cines en Estados Unidos y luego la cinta fue anunciada para ser estrenada en IMAX como parte de un nuevo acuerdo de Disney.

## Recepción

### Crítica
En el sitio web de críticas Rotten Tomatoes, la película tiene un porcentaje de aprobación del 93 % basado en 393 reseñas, que le han asignado un puntaje promedio de 7.9/10. Mientras que el consenso dicta: "Incredibles 2 reúne a la familia heroica de Pixar para una largamente esperada secuela que podría no estar a la altura de la original, pero que se acerca lo suficiente para ganarse su título". En el sitio web Metacritic, que asigna un puntaje a las películas en una escala del 1 al 100, la película tiene un puntaje de 80 sobre 100, basada en 51 críticas, indicando "reseñas generalmente favorables".
El sitio web Tomatazos recopiló un consenso de críticas que cuenta con un 96 % de aprobación. Además, los expertos la definen como "un verdadero deleite, una secuela que está a la altura de su antecesora, con un guion y dirección sobresaliente por parte de Brad Bird. La espera ha valido la pena, Los Increíbles 2 está plagada de ingenio y sus protagonistas (la familia Parr) no ha perdido su atractivo y sobre todo Jack-Jack y Edna Moda se roban todas las miradas de los espectadores".
Sin embargo, algunos se quejaron porque hubo escenas donde los efectos estroboscópicos fue muy fuerte, haciendo referencia a las escenas donde el villano hacía su aparición, por lo que no fue nada agradable para la audiencia, especialmente para las personas que sufren de epilepsia. A causa de esto, los animadores tuvieron que reducir estos efectos para no dañar la vista de los espectadores.

## Premios y nominaciones
| Premio                                | Fecha de la ceremonia | Categoría                       | Ganador(es) y nominado(s)                                     | Resultado | Ref.   |
| ------------------------------------- | --------------------- | ------------------------------- | ------------------------------------------------------------- | --------- | ------ |
| Teen Choice Awards                    | 12 de agosto de 2018  | Mejor película del verano       | Incredibles 2                                                 | Ganador   | [ 31 ] |
| Golden Trailer Awards                 | 2018                  | Mejor éxito de taquilla         | Incredibles 2                                                 | Ganador   |        |
| Golden Trailer Awards                 | 2018                  | Mejor banda sonora              | Incredibles 2                                                 | Nominado  |        |
| International Online Cinema Awards    | 2018                  | Mejor película animada          | Brad Bird                                                     | Nominado  |        |
| Premios BAFTA                         | 2018                  | Mejor película de animación     | Incredibles 2                                                 | Nominada  |        |
| Critics Choice Awards                 | 2018                  | Mejor film de animación         | Incredibles 2                                                 | Nominada  |        |
| Premios Annie                         | 2018                  | Mejor película                  | Incredibles 2                                                 | Nominada  |        |
| Premios Annie                         | 2018                  | Mejor dirección                 | Brad Bird                                                     | Nominado  |        |
| Premios Annie                         | 2018                  | Mejor guion                     | Brad Bird                                                     | Nominado  |        |
| Premios Annie                         | 2018                  | Mejor storyboard                | Dean Kelly                                                    | Ganadora  |        |
| Premios Annie                         | 2018                  | Mejor storyboard                | Bobby Alcid Rubio                                             | Nominado  |        |
| Premios Annie                         | 2018                  | Mejor diseño de personajes      | Brad Bird                                                     | Nominado  |        |
| Premios Annie                         | 2018                  | Mejor animación de personajes   | Brad Bird                                                     | Nominado  |        |
| Premios Annie                         | 2018                  | Mejor voz en película animada   | Holly Hunter por Elastigirl                                   | Nominada  |        |
| Premios Annie                         | 2018                  | Mejor música                    | Michael Giacchino                                             | Ganador   |        |
| Premios Annie                         | 2018                  | Mejor montaje                   | Stephen Schaffer, Anthony J. Greenberg, Katie Schaefer Bishop | Nominados |        |
| Premios Annie                         | 2018                  | Mejores efectos animados        | Brad Bird                                                     | Nominado  |        |
| National Board of Review (NBR)        | 2018                  | Mejor largometraje de animación | Incredibles 2                                                 | Nominado  |        |
| Asociación de críticos de Chicago     | 2018                  | Mejor film de animación         | Incredibles 2                                                 | Nominado  |        |
| Círculo de críticos de San Francisco  | 2018                  | Mejor película de animación     | Incredibles 2                                                 | Nominada  |        |
| Asociación de Críticos de Los Ángeles | 2018                  | Mejor largometraje de animación | Incredibles 2                                                 | Nominado  |        |
| Satellite Awards                      | 2018                  | Mejor largometraje de animación | Incredibles 2                                                 | Nominado  |        |
| Sindicato de Productores (PGA)        | 2018                  | Mejor largometraje de animación | Incredibles 2                                                 | Nominado  |        |
| People's Choice Awards                | 2018                  | Mejor película familiar         | Incredibles 2                                                 | Ganadora  |        |
| Premios Globo de Oro                  | 6 de enero de 2019    | Mejor película animada          | Incredibles 2                                                 | Nominado  |        |
| Premios Óscar                         | 24 de febrero de 2019 | Mejor película de animación     | Brad Bird, John Walker y Nicole Paradis Grindle               | Nominada  |        |
| Kids Choice Awards                    | 2019                  | Película animada favorita       | Incredibles 2                                                 | Ganadora  |        |
| Kids Choice Awards México             | 2019                  | Película favorita               | Los Increíbles 2                                              | Nominada  |        |

## Secuela
Incredibles 3 fue anunciado oficialmente por Docter en el evento D23 Expo en agosto de 2024, con Bird regresando para desarrollarlo.
En junio de 2025, se anunció que Peter Sohn dirigiría la película debido al compromiso de Bird con la película Ray Gunn. Sin embargo, Bird seguirá participando como guionista y productor ejecutivo, mientras que Dana Murray producirá.